# Léo Jabá
Pour les articles homonymes, voir Léo.
Leonardo Rodrigues Lima dit Léo Jabá, né le 2 août 1998 à São Paulo au Brésil, est un footballeur brésilien qui évolue au poste d'ailier droit au CF Estrela da Amadora.

## Biographie

### Corinthians
Léo Jabá, natif de São Paulo au Brésil, passe par le club de sa ville natale, le São Paulo FC, avant de rejoindre en 2009 un autre club de São Paulo, le SC Corinthians, où il poursuit sa formation. Il joue son premier match en professionnel le 21 novembre 2016, lors d'un match de championnat contre le SC Internacional. Il entre en jeu en cours de partie ce jour-là, et son équipe s'impose sur le score de un but à zéro.

### Akhmat Grozny
Lors de l'été 2017, Léo Jabá quitte le Brésil pour l'Europe et la Russie, en s'engageant avec l'Akhmat Grozny. Le 16 juillet 2017, lors de son premier match sous ses nouvelles couleurs, face à l'Amkar Perm en championnat, il se montre décisif, en donnant la victoire en inscrivant le seul but de la partie, ce qui constitue également son premier en faveur de son nouveau club.

### PAOK Salonique

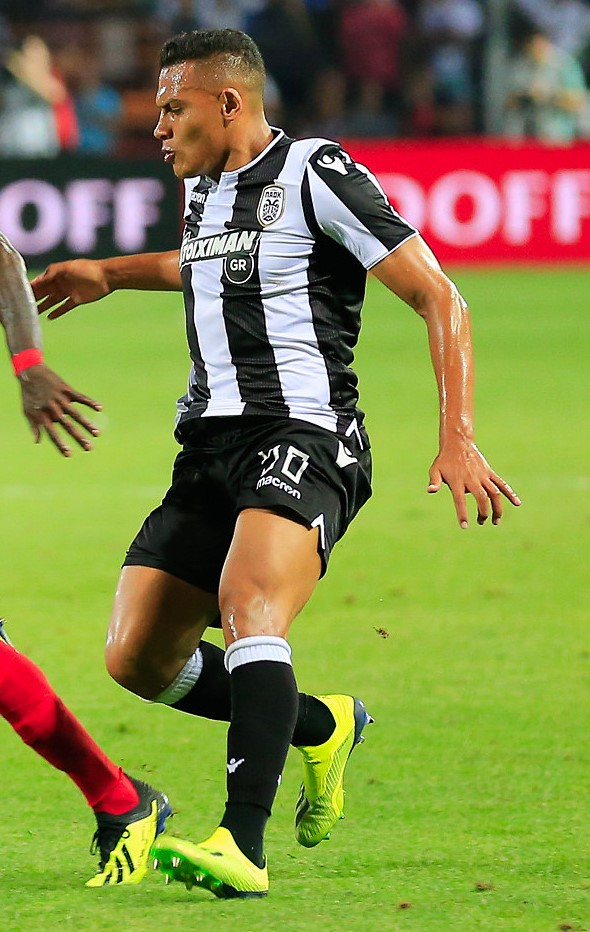
Léo Jabá sous les couleurs du PAOK en 2018.

Le 20 juin 2018, Léo Jabá s'engage avec le PAOK Salonique, pour un contrat de cinq ans. Avec ce club, il découvre la Ligue des champions, jouant d'ailleurs son premier match avec le PAOK lors d'une rencontre de qualification pour cette compétition, le 24 juillet 2018, contre les Suisses du FC Bâle. Titulaire sur le côté droit de l'attaque, son équipe s'impose sur le score de 2-1. Le 15 septembre suivant, il marque son premier but pour son nouveau club, lors de la troisième journée de championnat face à l'OFI Crète (victoire 1-3 du PAOK). N'ayant pas pu se qualifier pour la phase suivante de Ligue des champions, le PAOK est reversé en Ligue Europa, compétition que Léo découvre également. Le 4 octobre 2018, il y réalise une prestation remarquable, alors que le PAOK affronte le FK BATE Borisov à l'extérieur. En effet, en inscrivant deux buts et délivrant deux passes décisives, il est impliqué sur la totalité des buts de son équipe ce jour-là, qui s'impose par quatre buts à un. Le 3 mars 2019 il inscrit un but important face au Panathinaïkos, contribuant à la victoire de son équipe sur le score de deux buts à zéro. Ses performances avec le PAOK attirent l'œil de plusieurs formations européennes comme Newcastle United, le FC Porto ou encore le RSC Anderlecht. Il est sacré Champion de Grèce en 2018-2019 avec le PAOK.
Malgré l'intérêt de plusieurs clubs il reste au PAOK mais sa deuxième saison est plus compliquée, il n'a pas les faveurs de son nouvel entraîneur Abel Ferreira qui lui préfère notamment Dimítris Limniós pour occuper le poste d'ailier droit. Une situation qui amène des rumeurs de départs du joueur pour janvier 2020. L'attaquant brésilien se blesse en novembre 2019 ce qui met un terme à sa saison et il n'aura joué que neuf matchs sans marquer de but ni délivrer la moindre passe décisive lors de la saison 2019-2020.

### Retour au Brésil et prêts
Le 25 mars 2021, Léo Jabá est prêté jusqu'au 31 décembre 2021 au CR Vasco da Gama. Il inscrit son premier but pour Vasco le 19 juin 2021, lors d'une rencontre de championnat face au Clube de Regatas Brasil. Il entre en jeu et participe à la victoire de son équipe (3-0).
En janvier 2023, Léo Jabá rejoint le São Bernardo FC. Le transfert est annoncé dès le 8 décembre 2022.
Le 5 juillet 2023, Léo Jabá est prêté au CF Estrela da Amadora pour la durée d'une saison.

### En équipe nationale
Avec l'équipe du Brésil des moins de 20 ans, il participe au championnat sud-américain des moins de 20 ans en 2017. Lors de cette compétition organisée en Équateur, il joue huit matchs. Il s'illustre en délivrant une passe décisive contre le Paraguay.

## Statistiques
| Saison                | Club                  | Championnat           | Championnat | Championnat | Championnat | Coupe(s) nationale(s) | Coupe(s) nationale(s) | Coupe(s) nationale(s) | Supercoupe | Supercoupe | Supercoupe | Compétition(s) continentale(s) | Compétition(s) continentale(s) | Compétition(s) continentale(s) | Compétition(s) continentale(s) | Ligue d’État | Ligue d’État | Ligue d’État | Total | Total | Total |
| Saison                | Club                  | Division              | M.          | B.          | P.d.        | M.                    | B.                    | P.d.                  | M.         | B.         | P.d.       | Comp.                          | M.                             | B.                             | P.d.                           | M.           | B.           | P.d.         | M.    | B.    | P.d.  |
| 2016                  | SC Corinthians        | Serie A               | 2           | 0           | 0           | -                     | -                     | -                     | -          | -          | -          | -                              | -                              | -                              | -                              | -            | -            | -            | 2     | 0     | 0     |
| 2017                  | SC Corinthians        | Serie A               | 1           | 0           | 0           | 3                     | 0                     | 0                     | -          | -          | -          | -                              | -                              | -                              | -                              | 13           | 1            | 0            | 17    | 1     | 0     |
| Sous-total            | Sous-total            | Sous-total            | 3           | 0           | 0           | 3                     | 0                     | 0                     | -          | -          | -          | -                              | -                              | -                              | -                              | 13           | 1            | 0            | 19    | 1     | 0     |
| 2017-2018             | Akhmat Grozny         | Premier-Liga          | 24          | 3           | 0           | 1                     | 0                     | 0                     | -          | -          | -          | -                              | -                              | -                              | -                              | -            | -            | -            | 25    | 3     | 0     |
| Sous-total            | Sous-total            | Sous-total            | 24          | 3           | 0           | 1                     | 0                     | 0                     | -          | -          | -          | -                              | -                              | -                              | -                              | -            | -            | -            | 25    | 3     | 0     |
| 2018-2019             | PAOK Salonique        | Super League          | 24          | 3           | 6           | 6                     | 2                     | 2                     | -          | -          | -          | C1+C3                          | 4+5                            | 0+2                            | 0+3                            | -            | -            | -            | 39    | 7     | 11    |
| 2019-2020             | PAOK Salonique        | Super League          | 6           | 0           | 0           | -                     | -                     | -                     | -          | -          | -          | C1+C3                          | 2+1                            | 0+0                            | 0+0                            | -            | -            | -            | 9     | 0     | 0     |
| Sous-total            | Sous-total            | Sous-total            | 30          | 3           | 6           | 6                     | 2                     | 2                     | -          | -          | -          | -                              | 12                             | 2                              | 3                              | -            | -            | -            | 48    | 7     | 11    |
| Total sur la carrière | Total sur la carrière | Total sur la carrière | 57          | 6           | 6           | 11                    | 2                     | 2                     | -          | -          | -          | -                              | 12                             | 2                              | 3                              | 13           | 1            | 0            | 93    | 11    | 11    |

## Palmarès
PAOK Salonique
- Champion de Grèce en 2018-2019.
- Vainqueur de la Coupe de Grèce en 2018-2019.